# ウィリン・ロサリオ
- ウィリン・ロザリオ

ウィリン・アリスメンディ・ロサリオ・エルナンデス（Wilin Arismendy Rosario Hernández、1989年2月23日 - ）は、ドミニカ共和国・モンセニョール・ノウエル州ボナオ出身のプロ野球選手（捕手、一塁手）。右投右打。
愛称は"ベイビー・ブル"（"Baby Bull"）、"トロ"（"Toro"、スペイン語で「闘牛、雄牛」の意）。

## 経歴

### プロ入りとロッキーズ時代

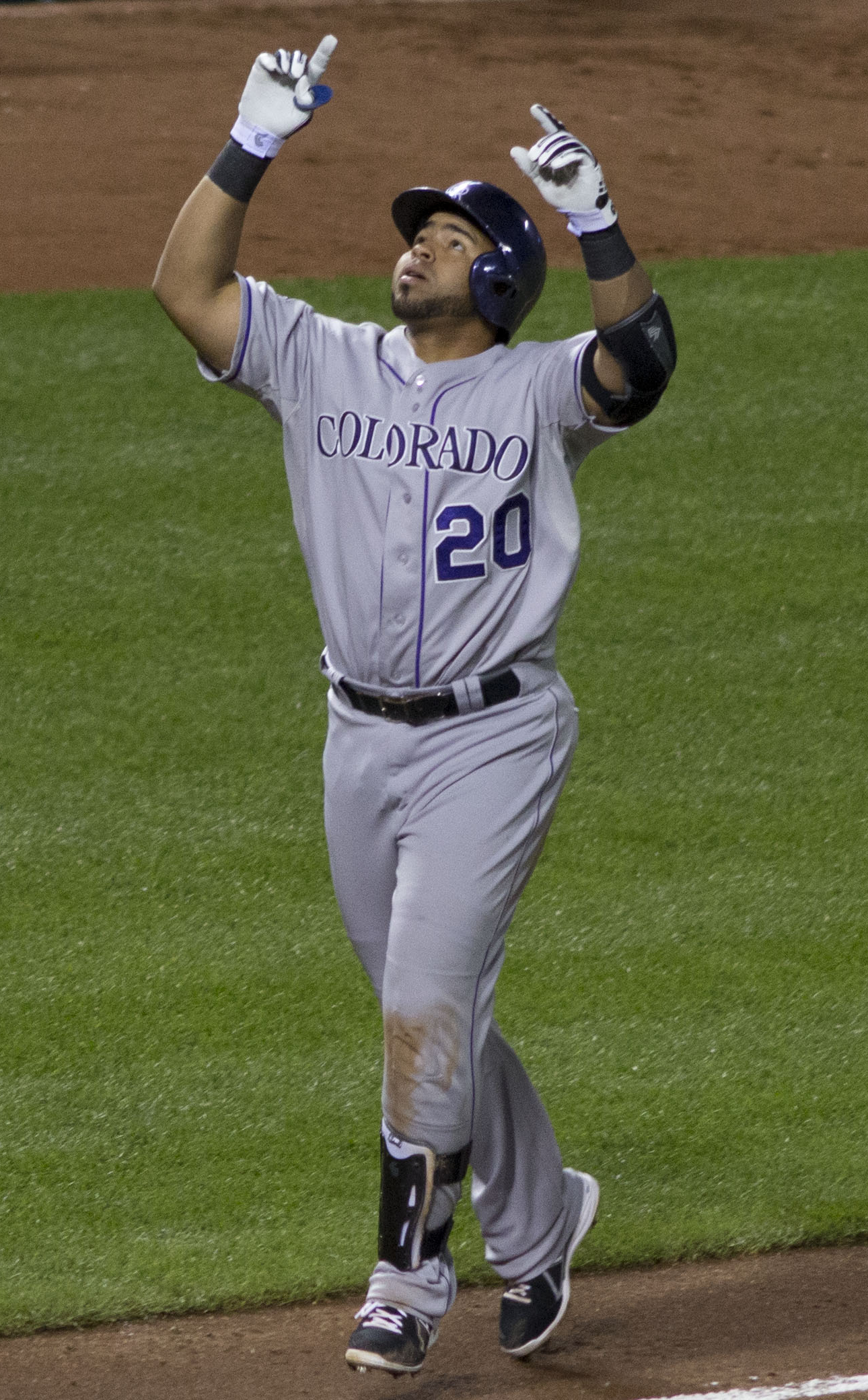
コロラド・ロッキーズ時代
（2013年8月16日）

2006年2月13日、アマチュアFAでMLBのコロラド・ロッキーズと契約。翌2007年に傘下Rookie+クラスパイオニアリーグのキャスパー・ゴースツでプロデビューし、翌2008年までプレーした。
2009年にA+クラスへと昇格、カリフォルニアリーグのモデスト・ナッツに所属。
2010年にAAクラスへと昇格し、テキサスリーグのタルサ・ドリラーズでプレー。翌年9月まで所属した。
2011年9月6日のアリゾナ・ダイヤモンドバックス戦でメジャーデビュー。この年は16試合に出場し、3本塁打を放った。
2012年8月27日のロサンゼルス・ドジャース戦での21号2ランで、チャールズ・ジョンソンが保持していたロッキーズの捕手最多本塁打記録を9年ぶりに更新した。最終的に28本塁打を記録し、トッド・ヘルトンによる球団新人記録（25本）を塗り替えた。また5月27日には、シンシナティでのレッズ戦でジェイミー・モイヤーとバッテリーを組んだ。この試合がモイヤーの現役最終登板となったため、ロサリオが長年現役を続けたモイヤーの最後の捕手となった。
2013年は開幕から正捕手として121試合に出場し、打率.292・21本塁打・79打点だった。
2014年も3年連続で正捕手として試合に出場し、3年連続で100試合出場をクリア (106試合) した。打率.267・13本塁打・54打点で3年連続2桁本塁打を記録した。一方で、守備面では3年連続でリーグワーストとなるパスボール数（12個）を記録し、捕手能力の低さを露呈。
2015年は開幕からロースター入りしていたが、不振が続き4月22日にAAAクラスパシフィックコーストリーグのアルバカーキ・アイソトープスに降格。5月8日にタイラー・マツェックと入れ替わりで再昇格したが、7月の打率が.167に低迷したためAAA級アルバカーキに降格。9月1日にセプテンバー・コールアップにより再昇格したものの、9月も打率.238に留まった。この年は捕手としての出場が2試合にとどまり、ほとんどが一塁手や代打としての出場だった。12月2日にノンテンダーFAとなり、オフはドミニカ共和国ウィンターリーグのアギラス・シバエーニャスでプレーした。

### ハンファ時代
2016年1月22日、KBOのハンファ・イーグルスと契約。登録名は로사리오（ロサリオ）。開幕から打線の主軸として活躍し、リーグ戦127試合に出場して打率.321、33本塁打、120打点、出塁率.367、OPS.961の好成績を残した。
シーズン終了後には、メジャーへの復帰や日本プロ野球への移籍を目指していたが、最終的にハンファに残留。
2017年はリーグ戦119試合の出場で打率.339、37本塁打、111打点、OPS1.075をマーク。2年連続で打率3割・30本塁打・100打点をクリアし、盗塁数も2桁（10個）に到達。出塁率も.414と、前年の.367から大きく向上させた。球団はシーズン終了後に、翌2018年の保留選手名簿にロサリオの名前を記載。しかし、ロサリオはハンファへ退団の意を示した。

### 阪神時代
2017年12月13日、阪神タイガースがロサリオと入団契約を結んだことを発表した。推定年俸3億4000万円に出来高分を加えた1年契約で、球団に2年目の契約に関する選択権が付く。阪神歴代外国人選手の入団1年目では事実上の最高額とされる。背番号は20で、登録名は「ロサリオ」。
2018年、春季キャンプの紅白戦や練習試合で3試合続けて本塁打を打ち4番打者として期待される。オープン戦では打率.143、1本塁打、4打点だったが、「4番・一塁手」として一軍公式戦の開幕を迎えた。読売ジャイアンツとの開幕3連戦（東京ドーム）では、3月30日の開幕戦7回表の第4打席で公式戦初安打・初打点（菅野智之からの適時打）、4月1日の第3戦4回表の第2打席で野上亮磨から公式戦初本塁打を記録。以降も4番打者に固定されたが、外に逃げるスライダーが苦手という弱点が浮き彫りになるにつれて成績を落とした。開幕31試合目に当たる5月12日の対広島東洋カープ戦（MAZDA Zoom-Zoomスタジアム広島）で初めて4番を外れ、開幕49試合目に当たる6月2日の対埼玉西武ライオンズ戦（メットライフドーム）で公式戦を初めて欠場すると、翌3日に出場選手登録を抹消。抹消後の6月15日に、球団は新たにナバーロを獲得した。二軍降格後は、首脳陣の方針により「精神面のリセット」を目的とした3日間の打撃練習禁止令が出された。二軍では腰の張りによる戦線離脱などもあったが、18試合出場で打率.313、4本塁打、13打点という結果を残し、7月17日に一軍登録。19日には、平成30年7月豪雨の被災者支援を目的として義援金100万円を寄付することを発表した。しかし状態が上向くことはなく、8月27日に再び登録抹消された。
シーズン終了後ウェイバー公示されたが、獲得を希望する球団はなく、10月31日付けで自由契約公示された。最終的に日本での成績は打率.242、8本塁打、40打点だった。

### ツインズ傘下時代
2019年2月1日（現地時間）、MLBのミネソタ・ツインズとマイナー契約を結び、招待選手としてスプリングトレーニングに参加。AAA級ロチェスター・レッドウィングスで中軸打者として活躍、打率.300、20本塁打、91打点の好成績を残した。91打点は球団新記録であり、チームのMVPにも選ばれたが、一度もメジャー昇格はないまま11月7日にFAとなった。オフはドミニカ・ウインターリーグのアギラス・シバエーニャスでプレー。

### 第一次メキシカンリーグ時代
2020年1月16日にメキシカンリーグのプエブラ・パロッツと契約した。
2021年は31試合に出場し、打率.319、5本塁打、17打点の成績を残していたが、7月13日に解雇された。

### 台湾・統一時代
2022年1月6日に中華職業棒球大聯盟（CPBL）の統一ライオンズと契約した。しかし、出場4試合目となる4月8日の楽天モンキーズ戦でふくらはぎを負傷しチームを離脱。そのまま解雇された。

### 第二次メキシカンリーグ時代
2022年7月5日にメキシカンリーグのグアダラハラ・マリアッチスと契約したが、目立った成績を残せずオフに退団。

## 選手としての特徴

### 打撃
KBOで2年連続3割30本100打点を記録した長打力を備える一方で、早打ちで四球が少ない。夏場に調子を上げるタイプとされ、固め打ちで安打や本塁打を量産したりする傾向も見られる。
ロッキーズ時代は「打てる捕手」とも言われていた。標高1600mと高地にあり空気抵抗が少ないことから、本塁打が出やすい打者有利と言われているクアーズ・フィールドが本拠地であるもののスタンド上段や場外に運んだり、ボストン・レッドソックスの本拠地フェンウェイ・パークの“グリーン・モンスター”を超える打球を放つなどそのパワーを見せつけており、当時は圧倒的な飛距離を誇っていた。なお、2013年には100三振を喫していたが、ハンファでの最終年であった2016年には61三振と半分近くにまで減らしている。
内外問わず速球に強く広角に打ち分けるが、外角の変化球に弱く、特に右投手の外に逃げるスライダーが苦手とされる。また打球の飛距離にこだわるあまり、スイング中にバットが下から出たり左脇が開く悪癖がある。ハンファ時代の監督であった金星根は、調子が落ちた時のスイングの特徴として、バットの回転中に体重が軸足（右足）から左足へ流れることを挙げている。
阪神への入団当初は、「韓国（KBO）でのプレーを経験したことで、打席での考え方が（MLB時代と）全く変わった」と語っていたことから、相手バッテリーの配球を読んだうえで打つタイプと見られていた。もっともKBOでは、ドミニカのアマチュア野球で10年以上のプレー経験を持つ兄モイセス・ファビアンが、ロサリオと随時同居しながら「戦力分析員」として打撃を細かく分析していた。NPBでは当初ファビアンと別居していたことから、配球の読み方に苦慮。前述した実績から期待されたほどには本塁打を放てず、特に外角の変化球に対する対応力の低さが顕著になっため、ファビアンは2018年5月からロサリオ宅での共同生活を再開していた。

### 守備

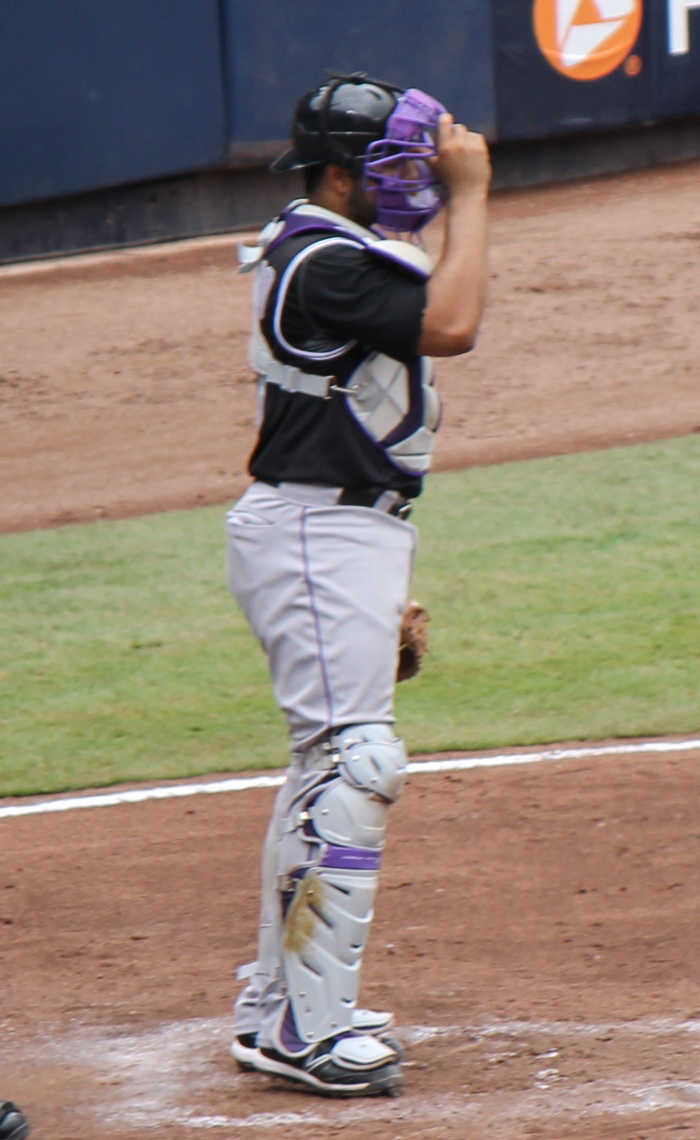
捕手の守備に就くロサリオ（ロッキーズ時代、2012年9月6日）

MLB時代は捕手での出場がほとんどであったが、MLB通算でRFが6.94、守備率.987、DRS-21と総じて低い数字を示している他、正捕手だった2013年にはリーグワーストの捕逸数を記録している。また、盗塁阻止率も1割台に終わるなど安定感に欠き、捕手としての能力は極めて低い。
韓国に移籍して以降は、一塁手としての出場が大半を占めるようになった。

## 人物
2017年シーズンにハンファで打撃コーチを務めた中島輝士は「技術などを吸収しようとする姿勢、野球に取り組む姿勢はすごくまじめで、よく練習もする」と努力家であると評している。
元ニューヨーク・ヤンキースのホルヘ・ポサダを敬愛しており、ロッキーズ時代、阪神時代の背番号20はポサダの背番号20に因んだものである。
阪神でのチームメイトであるラファエル・ドリスとは、ドミニカのシカゴ・カブスアカデミー時代から面識があるほか、別々のチームに所属していたMLB時代に公式戦で2打席対戦している。
阪神との入団交渉中には、ドミニカ共和国のウィンターリーグに参加していたため、正式に契約を結んだ後もリーグ戦の閉幕（2017年12月中旬）まで参加を続ける意向を表明。NPBのシーズン全日程終了後に新規の入団契約を結んだ外国人選手に対して、正式契約後から翌シーズンの春季キャンプ開始まで対外試合への出場を認めない方針を取ってきた阪神球団も、ロサリオの意向を特例として受け入れた。球団の正式発表を受けてウィンターリーグでのプレーを再開すると、リーグ閉幕前の12月17日（日本時間）まで、一塁手・捕手・指名打者としてリーグ戦に出場した。
阪神入団後の2018年5月8日には、東京ドームの対巨人戦で、3回表の第2打席にシーズン3号本塁打を山口俊からのソロ本塁打を記録。ドームの左中間スタンド上段に掲示されているJR東日本の広告看板に打球が直撃したため、外野スタンド上段の看板に打球を直撃させた選手に対する看板スポンサーの表彰（ビッグボードスポンサー賞）規定に沿って、JR東日本から100万円相当の「びゅう商品券」が贈られることになった。東京ドームのNPB公式戦で外野スタンド上段の看板に打球が直撃した本塁打は通算98本目で、阪神の選手としては、2013年8月2日の対巨人戦における新井貴浩以来であった。
2018年に発生した平成30年7月豪雨に際し、ロサリオ個人で100万円を寄付したと7月19日に阪神球団が発表した。

### 名前の表記について
阪神入団以前の一部報道では「ロザリオ」という表記が用いられているが、発音指示によると「ウィリーン・ロソーリィオ (wih-LEAN roh-SORRY-oh)」と読むのがより近い。阪神入団後は登録名を「ロサリオ」としたことから、各報道でも「ロサリオ」と統一された。なお、2016年から2年間在籍していたKBOのハンファ・イーグルス時代には、「로사리오（ロサリオ）」という登録名を用いていた。

## 詳細情報

### 年度別打撃成績
| 年 度     | 球 団     | 試 合 | 打 席 | 打 数 | 得 点 | 安 打 | 二 塁 打 | 三 塁 打 | 本 塁 打 | 塁 打 | 打 点 | 盗 塁 | 盗 塁 死 | 犠 打 | 犠 飛 | 四 球 | 敬 遠 | 死 球 | 三 振 | 併 殺 打 | 打 率 | 出 塁 率 | 長 打 率 | O P S |
| --------- | --------- | ----- | ----- | ----- | ----- | ----- | -------- | -------- | -------- | ----- | ----- | ----- | -------- | ----- | ----- | ----- | ----- | ----- | ----- | -------- | ----- | -------- | -------- | ----- |
| 2011      | COL       | 16    | 57    | 54    | 6     | 11    | 3        | 1        | 3        | 39    | 8     | 0     | 0        | 0     | 1     | 2     | 0     | 0     | 20    | 1        | .204  | .228     | .463     | .691  |
| 2012      | COL       | 117   | 426   | 396   | 67    | 107   | 19       | 0        | 28       | 210   | 71    | 4     | 5        | 0     | 4     | 25    | 2     | 1     | 99    | 10       | .270  | .312     | .530     | .843  |
| 2013      | COL       | 121   | 466   | 449   | 63    | 131   | 22       | 1        | 21       | 218   | 79    | 4     | 1        | 0     | 1     | 15    | 0     | 1     | 109   | 7        | .292  | .315     | .486     | .801  |
| 2014      | COL       | 106   | 410   | 382   | 46    | 102   | 25       | 0        | 13       | 166   | 54    | 1     | 0        | 0     | 5     | 23    | 5     | 0     | 70    | 17       | .267  | .305     | .435     | .739  |
| 2015      | COL       | 87    | 242   | 231   | 22    | 62    | 14       | 1        | 6        | 96    | 29    | 2     | 1        | 1     | 1     | 8     | 2     | 1     | 56    | 8        | .268  | .295     | .416     | .710  |
| 2016      | ハンファ  | 127   | 532   | 492   | 78    | 158   | 31       | 2        | 33       | 292   | 120   | 1     | 3        | 1     | 2     | 33    | 3     | 4     | 90    | 16       | .321  | .367     | .593     | .961  |
| 2017      | ハンファ  | 119   | 510   | 445   | 100   | 151   | 30       | 1        | 37       | 294   | 111   | 10    | 5        | 0     | 5     | 50    | 4     | 10    | 61    | 12       | .339  | .414     | .661     | 1.075 |
| 2018      | 阪神      | 75    | 302   | 281   | 28    | 68    | 13       | 0        | 8        | 105   | 40    | 0     | 1        | 0     | 3     | 17    | 0     | 1     | 71    | 12       | .242  | .285     | .374     | .658  |
| 2022      | 統一      | 4     | 14    | 14    | 3     | 5     | 2        | 0        | 1        | 10    | 4     | 0     | 0        | 0     | 0     | 0     | 0     | 0     | 2     | 1        | .357  | .357     | .714     | 1.071 |
| MLB：5年  | MLB：5年  | 447   | 1601  | 1512  | 204   | 413   | 83       | 3        | 71       | 715   | 241   | 11    | 7        | 1     | 12    | 73    | 9     | 3     | 354   | 43       | .273  | .306     | .473     | .779  |
| KBO：2年  | KBO：2年  | 246   | 1042  | 937   | 178   | 309   | 61       | 3        | 70       | 586   | 231   | 11    | 8        | 1     | 7     | 83    | 7     | 14    | 151   | 28       | .330  | .390     | .625     | 1.015 |
| NPB：1年  | NPB：1年  | 75    | 302   | 281   | 28    | 68    | 13       | 0        | 8        | 105   | 40    | 0     | 1        | 0     | 3     | 17    | 0     | 1     | 71    | 12       | .242  | .285     | .374     | .658  |
| CPBL：1年 | CPBL：1年 | 4     | 14    | 14    | 3     | 5     | 2        | 0        | 1        | 10    | 4     | 0     | 0        | 0     | 0     | 0     | 0     | 0     | 2     | 1        | .357  | .357     | .714     | 1.071 |

- 2022年度シーズン終了時

### 年度別守備成績
| 年 度 | 球 団 | 捕手（C） | 捕手（C） | 捕手（C） | 捕手（C） | 捕手（C） | 捕手（C） | 捕手（C） | 捕手（C） | 捕手（C） | 捕手（C） | 一塁（1B） | 一塁（1B） | 一塁（1B） | 一塁（1B） | 一塁（1B） | 一塁（1B） | 三塁（3B） | 三塁（3B） | 三塁（3B） | 三塁（3B） | 三塁（3B） | 三塁（3B） |
| 年 度 | 球 団 | 試 合     | 刺 殺     | 補 殺     | 失 策     | 併 殺     | 守 備 率  | 捕 逸     | 許 盗 塁  | 盗 塁 刺  | 阻 止 率  | 試 合      | 刺 殺      | 補 殺      | 失 策      | 併 殺      | 守 備 率   | 試 合      | 刺 殺      | 補 殺      | 失 策      | 併 殺      | 守 備 率   |
| ----- | ----- | --------- | --------- | --------- | --------- | --------- | --------- | --------- | --------- | --------- | --------- | ---------- | ---------- | ---------- | ---------- | ---------- | ---------- | ---------- | ---------- | ---------- | ---------- | ---------- | ---------- |
| 2011  | COL   | 14        | 87        | 16        | 1         | 1         | .990      | 3         | 3         | 5         | .625      | -          | -          | -          | -          | -          | -          | -          | -          | -          | -          | -          | -          |
| 2012  | COL   | 105       | 694       | 78        | 13        | 5         | .983      | 21        | 64        | 30        | .319      | 1          | 8          | 0          | 1          | 1          | .889       | 3          | 0          | 1          | 1          | 0          | .500       |
| 2013  | COL   | 106       | 646       | 63        | 9         | 2         | .987      | 9         | 53        | 19        | .264      | 4          | 21         | 2          | 2          | 3          | .920       | -          | -          | -          | -          | -          | -          |
| 2014  | COL   | 96        | 585       | 54        | 7         | 5         | .989      | 12        | 37        | 7         | .159      | 4          | 25         | 0          | 0          | 7          | 1.000      | -          | -          | -          | -          | -          | -          |
| 2015  | COL   | 2         | 19        | 1         | 0         | 0         | 1.000     | 0         | 0         | 0         | .---      | 53         | 389        | 22         | 6          | 38         | .986       | -          | -          | -          | -          | -          | -          |
| 2018  | 阪神  | -         | -         | -         | -         | -         | -         | -         | -         | -         | -         | 73         | 552        | 39         | 9          | 51         | .985       | -          | -          | -          | -          | -          | -          |
| MLB   | MLB   | 323       | 2031      | 212       | 30        | 13        | .987      | 45        | 157       | 61        | .280      | 62         | 443        | 24         | 9          | 49         | .981       | 3          | 0          | 1          | 1          | 0          | .500       |
| NPB   | NPB   | -         | -         | -         | -         | -         | -         | -         | -         | -         | -         | 73         | 552        | 39         | 9          | 51         | .985       | -          | -          | -          | -          | -          | -          |

- 2019年度シーズン終了時
- 各年度の太字はリーグ最高

### 記録
NPB初記録
- 初出場・初先発出場：2018年3月30日、対読売ジャイアンツ1回戦（東京ドーム）、4番・一塁手で先発出場
- 初打席：同上、2回表に菅野智之の前に空振り三振
- 初安打・初打点：同上、7回表に菅野智之から左前安打
- 初本塁打：2018年4月1日、対読売ジャイアンツ3回戦（東京ドーム）4回表に野上亮磨から左中間ソロ

### 背番号
- 12（2011年）
- 20（2012年 - 2015年、2018年）
- 40（2016年 - 2017年）
- 25（2022年）

### 登場曲
- 「De Mi Cabeza A Los Pies (2015)」El Prodigio（2018）
- 「We Weren't Born To Follow」Bon Jovi（2018）
- 「Trapstorno」Redimi2（2018）